# Svenska handelshögskolan
Hanken Svenska handelshögskolan (engelska: Hanken School of Economics, även benämnd Hanken) är en trippelackrediterad handelshögskola i Helsingfors och Vasa. Hanken grundades 1909 som Högre Svenska Handelsläroverket i Helsingfors (ej ännu en högskola) och är sedan 1927 en full handelshögskola i Finland och bland de äldsta i Nordeuropa. Idag är Hanken den enda självständiga handelshögskolan i Finland.
Hanken erbjuder kandidat- och magisterutbildning på svenska och magister- och forskarutbildning på engelska. Hanken erbjuder även ett Executive MBA-program på engelska. Financial Times har år 2020 rankat Hankens Masters in Management-program på plats nr 70. Hanken har också blivit rankad bland de 35 bästa universiteten och högskolorna i världen samt nästbäst i Norden på forskning och citationsfrekvens i U-Multirank universitetsrankingen.
Hanken är en av de 102 handelshögskolor som fått den så kallade Triple Crown-benämningen, det vill säga skolan har ackrediterats av AACSB, AMBA och EQUIS. Hanken finns på två orter, i Helsingfors och i Vasa.
Hanken har över 13 700 alumner i 70 länder.

## Historia
Det konstituerande mötet för Aktiebolaget Högre Svenska Handelsläroverket i Helsingfors hölls i december 1908 och enbart fyra månader senare godkändes Högre Svenska Handelsläroverkets stadgar. Verksamheten satte igång den 1 september 1909. Tillsammans med Handelshögskolan i Stockholm är Hanken den äldsta handelshögskolan i Nordeuropa; den tidigare öppnade bara en månad efter Hanken.
År 1927 ändrades högskolans namn till Svenska handelshögskolan. Ett år senare införde skolan en kandidatexamen i ekonomi, medan professurer infördes 1934. Den första doktorsavhandlingen ägde rum 1944.
Hankens andra studieort i Vasa inrättades 1980 för att utveckla utbildningen i ekonomi i området, som har en stor andel svenskspråkig befolkning. Högskolan är därmed representerad i två av de områden i Finland som har stor andel svenskspråkig befolkning.
Hanken var den första handelshögskolan i Finland att införa en obligatorisk utlandsvistelse för studerande på kandidatnivå.

## Organisation
Svenska handelshögskolan, liksom alla andra statliga universitet i Finland, regleras av Finlands Universitetslag (645/1997) och Universitetsförordning (115/1998). Hankens verksamhet styrs av universitetskollegiet, styrelsen, rektor och det akademiska rådet.
Universitetskollegiet utser de externa styrelsemedlemmarna, högskolans revisorer samt det akademiska rådet. Det fastställer bokslutet och beviljar styrelse samt rektor ansvarsfrihet.
Styrelsen är det högsta beslutande organet. Ordförande är alltid extern, för närvarande (2022) är styrelseordförande Christoph Vitzthum. Styrelsen beslutar i de flesta frågor av strategisk karaktär, såsom verksamhets- och ekonomiplan samt budget. Styrelsen ansvarar för högskolans ekonomi, medelsförvaltning, och att utse rektor.
Hankens rektor är sedan 1 augusti 2022 professor Ingmar Björkman, vars mandatperiod är fem år. Rektor har allmän behörighet enligt universitetslagen, det vill säga han leder universitetet, ansvarar för beredningen och verkställigheten av styrelsens beslut samt beslutar i alla frågor som inte förbehållits något annat organ.
Andra beslutsfattande organ är det akademiska rådet och examensnämnden.
Minst en studerandemedlem representerar studerande i varje beslutsfattande organ.

### Institutioner
Svenska handelshögskolan bedriver forskning och undervisning vid fyra institutioner och ett språkcenter. Dessa leds av en prefekt och ett institutionsråd, vilka utses av högskolans styrelse efter förslag från lärarna och forskarna vid institutionen samt studentkåren.
- Finansiell ekonomi och nationalekonomi
- Företagsledning och organisation
- Marknadsföring
- Redovisning och handelsrätt
- Centret för språk och affärskommunikation

## Utbildning
Hanken bedriver utbildning på magisternivå på både svenska och engelska, medan all kandidatutbildning är på svenska. Hanken har även forskarutbildning och ett Executive MBA-program på engelska.
Kandidatstudierna på Hanken är treåriga och inkluderar en utlandsvistelse på tre till sex månader. De som avlägger kandidatexamen vid Hanken har rätt att fortsätta med magisterstudier som tar två år. Studerande som är antagna i Helsingfors kan välja som huvudämne:
- Entreprenörskap och företagsledning
- Finansiell ekonomi
- Företagsledning och organisation
- Handelsrätt
- Marknadsföring
- Nationalekonomi
- Redovisning

Studerande i Vasa kan välja som huvudämne:
- Företagsledning och organisation
- Finansiell ekonomi
- Handelsrätt
- Marknadsföring
- Redovisning

Magisterutbildningen på Hanken är en tvåårig fördjupande utbildning på svenska eller engelska. I den svenska utbildningen kan man utöver tidigare nämnda huvudämnen välja Logistik och samhällsansvar. Studierna är till största delen huvudämnesstudier på fördjupad nivå som kräver att sökande har avklarat minst 60 studiepoäng ekonomi i sin tidigare examen.
Hanken erbjuder engelskspråkig magisterutbildning, med fyra specialiseringar: Master’s Degree Programme in Business and Management, Economics, Finance Analysis and Business Development och Intellectual Property Law. I vissa av specialiseringarna kan studerande välja mellan olika inriktningar, t.ex. mellan International Strategy and Sustainability, Marketing eller Humanitarian Logistics i specialiseringen Business and Management.
Forskarutbildningen på Hanken motsvarar fyra års heltidsstudier, varav cirka ett år i huvudsak avläggs genom kursarbete. Kurserna består av 44 sp i huvudämnet och ämnen som stöder huvudämnet samt 16 sp allmänmetodologiska kurser, kurser i vetenskapsteori eller motsvarande. De resterande studierna utgörs av avhandlingsarbetet.
Hanken Executive MBA är ett internationellt ackrediterat (AMBA, EQUIS, AACSB) MBA-program. Executive MBA-programmet är strukturerat kring ett antal huvudteman: strategi och ledarskap, tjänsteföretag och innovation, finansiering och verksamhetsstyrning, och hållbar verksamhet i ett globalt kontext.
Hanken erbjuder skräddarsydda utvecklingsprogram för företag via Hanken & SSE Executive Education som grundades år 2005 av Hanken i Finland och dåvarande IFL vid Handelshögskolan i Stockholm som sedan 2015 hett SSE Executive Education.

### Studentutbyte
Alla Hanken studenter åker utomlands på utbyte eller praktik som en del av sin kandidatexamen. Studenterna kan välja emellan dryga 120 partneruniversitet. Årligen tillbringar cirka 250 studerande en termin eller ett helt läsår utomlands. Hanken tar också emot cirka 150 utbytesstudenter varje år.

## Forskning
Forskare på Hanken är engagerade i grundforskning, tillämpad forskning samt beställningsforskning. Hankens forskare deltar ofta i tvärvetenskapliga projektgrupper med både nationella och internationella forskarkolleger, och i nära samarbete med näringslivet. Hankens forskning utövas på högskolans institutioner och forskningscenter. Enligt en utredning från Finlands Akademi har Hankens forskning ett indexvärde på 1,4 jämfört med världsgenomsnittet på 1. U-Multirank rankar Hanken femte bäst på forskning och publikationssamarbete. Hanken rankas speciellt högt inom citationsfrekvens, toppciterade publikationer samt inom internationella sampublikationer.

### Forsknings- och kompetenscentra
Hankens forsknings- och kompetenscentra koordinerar undervisning, främjar forskningsverksamheten och erbjuder mångsidiga informations- och fortbildningstjänster. Centren är knutna till institutionerna vid Hanken och arbetar också i nära kontakt med näringslivet.
- CERS – Centre for Relationship Marketing and Service Management
- CCR – Centre for Corporate Responsibility
- ECPE – Erling-Persson Centre for Entrepreneurship
- GODESS – The Research and Development Institute on Gender, Organisation, Diversity, Equality and Social Sustainability in Transnational Times
- Hanken Centre for Accounting, Finance and Governance
- HECER – Helsinki Centre of Economic Research
- HUMLOG Institute – Humanitarian Logistics and Supply Chain Research Institute
- IPR University Centre
- WCEFIR – Wallenberg Centre for Financial Research

#### Helsinki GSE – Helsinki Graduate Shool of Economics
Helsinki Graduate School of Economics är en toppforskningsenhet som grundats i samarbete mellan Aalto-universitetet, Hanken och Helsingfors universitet för att utbilda, producera högklassig forskning och vara till nytta för samhället såväl nationellt som internationellt. Helsinki GSE inledde sin verksamhet under hösten 2018.

## Ackrediteringar
Svenska handelshögskolans Masters in Management-program rankades på plats 70 år 2020 av Financial Times. U-Multirank har också rankat Hanken nästbäst i Norden på forskning och citationsfrekvens. Hanken rankas speciellt högt inom toppciterade publikationer samt inom internationella sampublikationer.
U-Multirank är en global ranking vars syfte är att erbjuda en heltäckande bild över diversiteten i universitet. U-Multirank är utvecklad och implementeras av ett självständigt konsortium av institutioner för högre utbildning i Europa och stöds av den europeiska kommissionen.
Dessutom är Hanken en Principles for Responsible Management Education (PRME) Champion, det vill säga skolan binder sig till PRME:s mission att utveckla ledarskapsutbildningen och forskningen globalt i riktning mot ansvarsfullt ledarskap. Hanken är en av 29 högskolor i världen som är en PRME Champion.

### EQUIS
Hanken blev EQUIS-ackrediterad år 2000. Ackrediteringen är en garanti för att högskolan håller hög nivå på forskning, utbildningskvalitet, internationalisering och företagssamverkan. 
European Quality Improvement System (EQUIS) är ett europeiskt program för utvärdering av handelshögskolor. Idag finns det cirka 190 EQUIS-ackrediterade handelshögskolor i världen. I Finland är det enbart Hanken och Aalto-universitetets handelshögskola som har erhållit ackrediteringen.

### ABMA
Hanken Executive MBA har varit ackrediterad av AMBA sedan 2008. AMBA-ackrediteringen utgör idag den globala standarden för MBA-program. Själva ackrediteringsprocessen stöder MBA-programmen i deras utveckling och fortsatta kvalitetsarbete.

### AACSB
Hanken fick AACSB-ackreditering i november 2015. I och med AACSB-ackrediteringen har Hanken blivit en Triple Crown-handelshögskola.

## Bibliotek
Hankens bibliotek grundades 1909 i Helsingfors. I Vasa inleddes biblioteksverksamhet 1980 då Hanken i Vasa grundades. Biblioteket betjänar studenter och personal på Hanken, men är även öppet för allmänheten. I Helsingfors finns biblioteket i Hankens huvudbyggnad, och i Vasa finns den fysiska boksamlingen sedan 2020 i Vasa stadsbiblioteks utrymmen.

## Studentkåren
Svenska handelshögskolans studentkår (SHS) grundades år 1909, under namnet Kamratföreningen Niord. Under årens lopp har studentkåren haft ett otal namn och verksamhetsformer. Sin nuvarande status som studentkår fick SHS i samband med Finlands högskolereform 1979. Idag är Svenska Handelshögskolans Studentkår en service- och intresseorganisation för dess 2500 medlemmar. Studentkåren är en självständig offentligrättslig sammanslutning om vars verksamhet stadgas i studentkårsförordningen. Samtliga studerande vid Svenska handelshögskolan är medlemmar av SHS.

## Alumner
Hanken har över 15 000 utexaminerade alumner som jobbar i över 70 olika länder.

### Kända alumner
- Lenita Airisto – Författare, Finlands Tärna 1954 och före detta modell
- Patrik Backman – medgrundare till OpenOcean och MariaDB Corporation Ab
- Anne Berner – Företagsledare, styrelseproffs och före detta trafik- och kommunikationsminister
- Henrik Ehrnrooth – VD för KONE
- Jannica Fagerholm – Ekonom och företagsledare
- Christian Grönroos – Professor i relationsmarknadsföring, marknadsföringslegend
- Carl Haglund – Före detta försvarsminister
- Harry Harkimo – Affärsman
- Petri Kokko – Före detta professionell konståkare (isdans)
- Stefan Larsson – VD för PVH Corporation
- Henrik Lax – Före detta medlem i Europaparlamentet
- Mikael Lilius – Före detta VD för Fortum
- Elisabeth Rehn – Före detta riksdagsledamot (SFP) och första kvinnliga försvarsministern i Finland
- Heidi Schauman – Chefsekonom för Swedbank Finland
- Björn Wahlroos – Professor, bankir och ordförande i ett flertal styrelser
- Hans Wind – Affärsman och känd stridsflygare i andra världskriget
- Christoph Vitzthum – Ordförande och VD för Fazer Group